# 北廻線
北廻線（ほくがいせん）は、台湾宜蘭県蘇澳鎮の蘇澳新駅から花蓮県花蓮市の花蓮駅に至る台湾鉄路管理局の鉄道路線。

## 概要
台湾を一周する環状鉄道の一部として建設された。山間部に敷設されたため橋梁やトンネルが多く、橋梁は91ヶ所、トンネルは16箇所を数える。線区内の新観音トンネルは全長10,307mであり、台湾最長の鉄道トンネルとなっている。

## 歴史
日本統治時代に、花蓮駅と宜蘭付近から建設を始めたものの、残り約30kmを残して未成に終わった鉄道路線である。
本路線の建設は、台湾十大建設の一つとされたことから本格的に始まった。北迴線開通以前は台湾東部の花蓮駅 - 台東駅間の台東線は独立して運行され、西部幹線との鉄道による連絡が行われていなかった。そのため貨客ともに蘇花公路と中部横貫公路に頼っており、増大する東西交通の需要に応えられなくなってきた。
1973年、台湾東部を大型台風が襲い、東部交通網は深刻な被害を受けた。東西交通問題を解決する方法として蘇花公路の拡幅、新規道路の建設、鉄道建設の3案が検討され、効果が最も高いと判断された鉄道建設が決定。蔣経国総統の賛同を得て、十大建設の一つとして同年12月25日に着工、日本統治時代に築かれた部分を利用し、1975年9月26日に新城以南が花蓮臨港線とともに貨物営業を開始すると:頁91、1979年2月8日に和平駅まで延伸および和平以南で旅客営業を開始。1980年2月1日に開業式典を行い:頁91、翌2月2日に旅客営業開始とともに全線が開通した:頁91。
台北と花蓮間の所要時間が劇的に短縮され、更に1982年の台東線改軌完成後には台北－台東間の直通列車が走り始めたことから乗客は飛躍的に増え、自強号を始めとする優等列車は慢性的な混雑を示すようになったため、1992年からは全線の複線化事業が始動し、新観音トンネルを除き2000年に完成した。電化工事も行われ、この工事により新線の建設とトンネル、橋梁を用いた直線的な線区として生まれ変わることとなった。改良工事は2003年6月末で大部分が完了し、7月4日に電化を祝賀する式典が花蓮駅で陳水扁総統の出席のもとで執り行われた。その後もトンネル区間の複線化工事は進められ、2005年1月に完成した。改良工事により列車の高速化と所要時間の短縮化を実現し、台湾東西を連絡する主要交通手段として利用されている。その後も更なる高速化を図るべく車体傾斜式車両が導入され、TEMU1000型を用いた太魯閣号が2007年から、TEMU2000型を用いた普悠瑪号が2013年から投入され、東部幹線全体の所要時間短縮に寄与している。
この路線は貨物輸送の需要も高く、複線化後も鈍足の貨物列車と高速の旅客列車が輻輳するため線路容量の拡大余地は少なく、台東線も含めた東部幹線全体でみた場合は、短編成かつ無座票（立席乗車）を認めていない太魯閣号および普悠瑪号が主力列車となったことが逆効果となり、座席供給量の増加量はそれほど増えていない（2019年からはこれらの列車でも無座票が販売されるようになった）。
2021年4月2日、本路線の和仁駅と崇徳駅間で太魯閣号が工事現場のクレーントラックと衝突、脱線する事故が発生し、多数の死傷者がでた（詳細は北廻線太魯閣号脱線事故を参照）。

## 運行形態
- 区間車
  - 蘇澳鎮、南澳郷、秀林郷、新城郷、花蓮市を中心に運転。
- 東部幹線対号列車
  - 東部幹線上り列車の多くは台東、花蓮を始発とし、ほとんどの列車が樹林まで運行しているが、一部の列車は樹林より先の西部幹線へ直通している。
  - 東部幹線下り列車の多くは樹林を始発とし、花蓮、台東まで運行しているが、一部の列車は樹林より先の西部幹線より直通している。

## 使用車両
- 対号列車
  - 自強号
    - 電車
      - E1000型プッシュ･プル式電車
      - 振子式TEMU1000型電車（太魯閣号）
      - 振子式TEMU2000型電車（普悠瑪号）
      - EMU3000型（2021年より[16]）

    - 気動車
      - DR2900型
      - DR3000型
      - DR2800型
- 莒光号/復興号
  - 頭等客車/二等客車（平快を除く）
- 非対号列車
- 区間車/区間快車
  - EMU500
  - EMU800（多客期に運行される区間快車に使用）
  - EMU900（多客期に運行される区間快車[17]）

## 駅一覧
- ※の駅は廃止された駅である。
- 背景色が■である部分は現在施設が供用されていない、または完成していないことを示す。

| 駅名             | 駅名               | 駅名                   | 駅間 キロ | 累計 営業 キロ | 等級 | 接続路線・備考   | 所在地 | 所在地 |
| 日本語           | 繁体字中国語       | 英語                   | 駅間 キロ | 累計 営業 キロ | 等級 | 接続路線・備考   | 所在地 | 所在地 |
| ---------------- | ------------------ | ---------------------- | --------- | -------------- | ---- | ---------------- | ------ | ------ |
| 蘇澳新駅         | 蘇澳新站           | Su'aoxin               | 0.0       | 0.0            | 一等 | 宜蘭線と接続     | 宜蘭県 | 蘇澳鎮 |
| ※永春駅          | 永春車站           | Yongchun               |           | 3.9            | 廃止 |                  | 宜蘭県 | 蘇澳鎮 |
| 永楽駅           | 永樂車站           | Yongle                 | 5.2       | 5.2            | 三等 |                  | 宜蘭県 | 蘇澳鎮 |
| 東澳駅           | 東澳車站           | Dong'ao                | 5.8       | 11.0           | 二等 |                  | 宜蘭県 | 南澳郷 |
| 南澳駅           | 南澳車站           | Nan'ao                 | 8.0       | 19.0           | 三等 |                  | 宜蘭県 | 蘇澳鎮 |
| 武塔駅           | 武塔車站           | Wuta                   | 3.7       | 22.7           | 招呼 |                  | 宜蘭県 | 南澳郷 |
| ※観音信号場      | 觀音號誌站         | Guanyin Signal Station |           | 28.8           | 廃止 |                  | 宜蘭県 | 南澳郷 |
| 漢本駅           | 漢本車站           | Hanben                 | 12.9      | 35.6           | 三等 |                  | 宜蘭県 | 南澳郷 |
| 和平駅           | 和平車站           | Heping                 | 4.4       | 39.8           | 二等 |                  | 花蓮県 | 秀林郷 |
| 和仁駅           | 和仁車站           | Heren                  | 7.7       | 47.5           | 三等 |                  | 花蓮県 | 秀林郷 |
| 崇徳駅           | 崇德車站           | Chongde                | 10.1      | 57.6           | 三等 |                  | 花蓮県 | 秀林郷 |
| 新城（太魯閣）駅 | 新城（太魯閣）車站 | Xincheng (Taroko)      | 5.3       | 62.9           | 二等 |                  | 花蓮県 | 新城郷 |
| 景美駅           | 景美車站           | Jingmei                | 5.3       | 68.2           | 乙簡 |                  | 花蓮県 | 秀林郷 |
| 北埔駅           | 北埔車站           | Beipu                  | 6.5       | 74.7           | 三等 | 花蓮臨港線と分岐 | 花蓮県 | 新城郷 |
| 花蓮駅           | 花蓮車站           | Hualien                | 4.5       | 79.2           | 特等 | 台東線と接続     | 花蓮県 | 花蓮市 |

### 註釈
1. ↑  新城駅以南の駅設置日[1]。貨物営業開始は1975年9月26日。旅客営業開始は1979年2月8日。